# Institut polytechnique du Rwanda
 (juin 2025).
L'institut polytechnique du Rwanda (en anglais: Rwanda Polytechnic) a été établi par le gouvernement rwandais en 2017 pour mettre en œuvre le développement des compétences en matière d'éducation et de formation technique ainsi que professionnels dans tout le pays. C'est une institution supérieure qui se trouve dans la capitale de Kigali,.

## Histoire
L'École polytechnique du Rwanda (RP) a été officiellement créée par le gouvernement rwandais en 2017, notamment par la loi no 22/2017 du 30/05/2017. Cette loi définit sa mission, ses pouvoirs, son organisation et son fonctionnement.
Le 23 février 2018, l'Autorité pour le développement de la main-d'œuvre (WDA), qui gérait auparavant certains de ces établissements, a transféré la gestion de plusieurs IPRC (dont IPRC Kigali, IPRC Huye, IPRC Ngoma, IPRC Musanze, IPRC Karongi), du Collège de technologie de Tumba et de l'École polytechnique intégrée de Gishari à la RP. De plus, le Collège de conservation et de gestion environnementale de Kitabi (KCCEM) a également été constitué, devenant ainsi l'IPRC Kitabi sous l'égide de la RP.

## Collèges de l'institut polytechnique du Rwanda
La liste suivante montre les collèges de l'institut polytechnique du Rwanda
- Collège de Huye
- Collège de Tumba
- Collège de Kitabi
- Collège de Gishari
- Collège de Musanze
- Collège de Kigali (rw)
- Collège de Karongi (rw)
- Collège de Ngoma (rw)

Collèges de l'institut
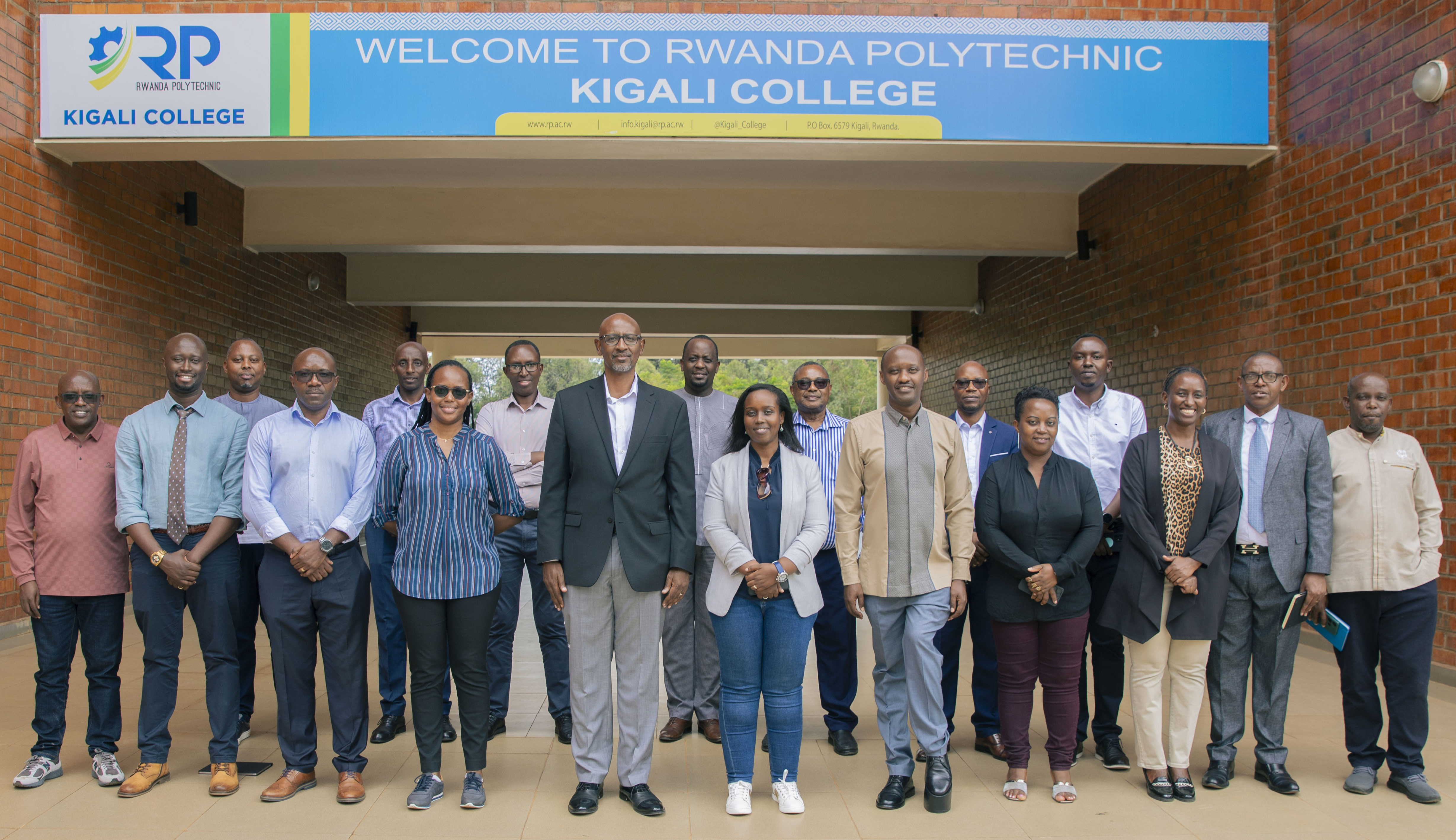
College de Kigali
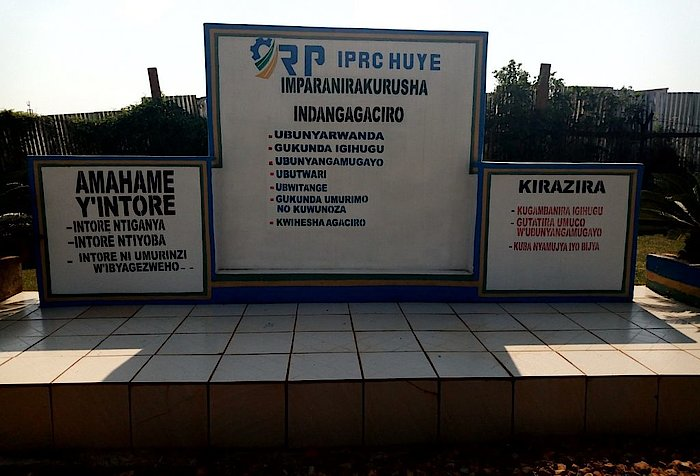
College de Huye
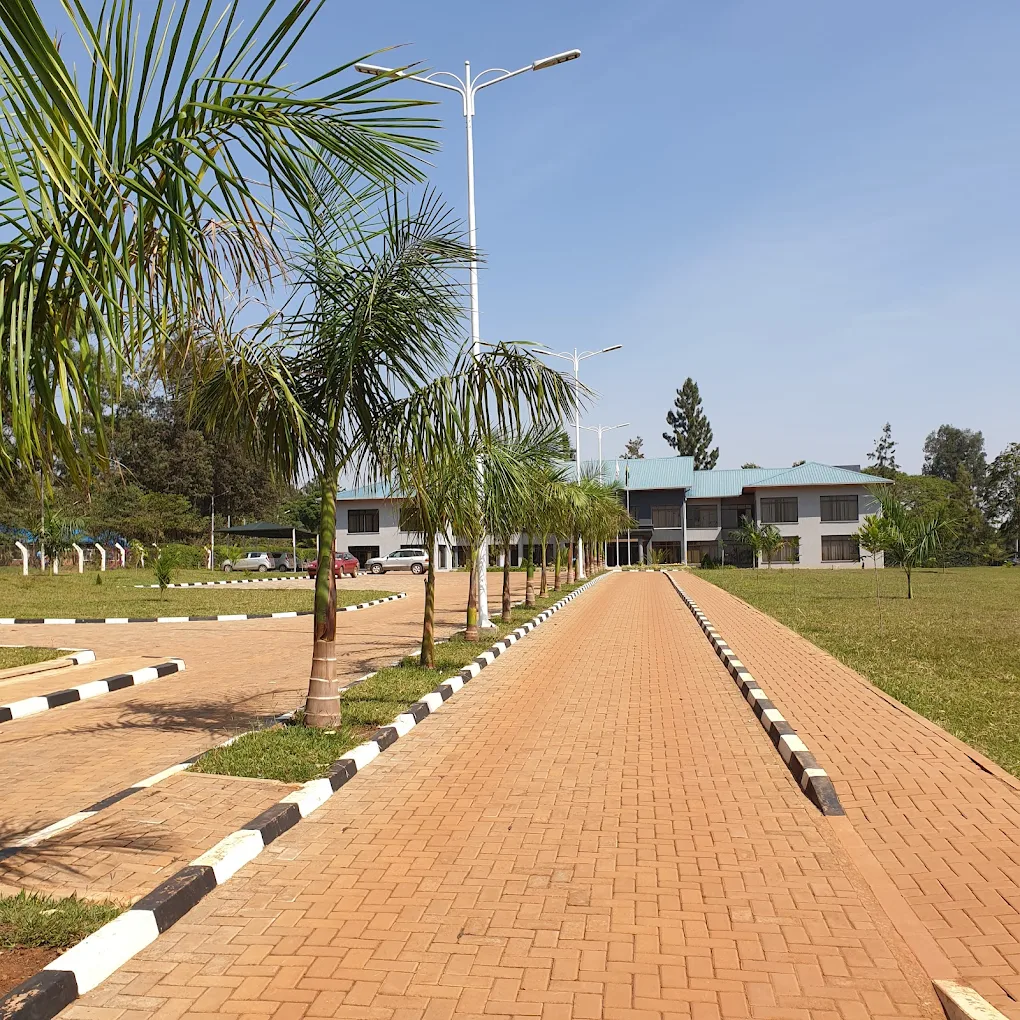
College de Gishari
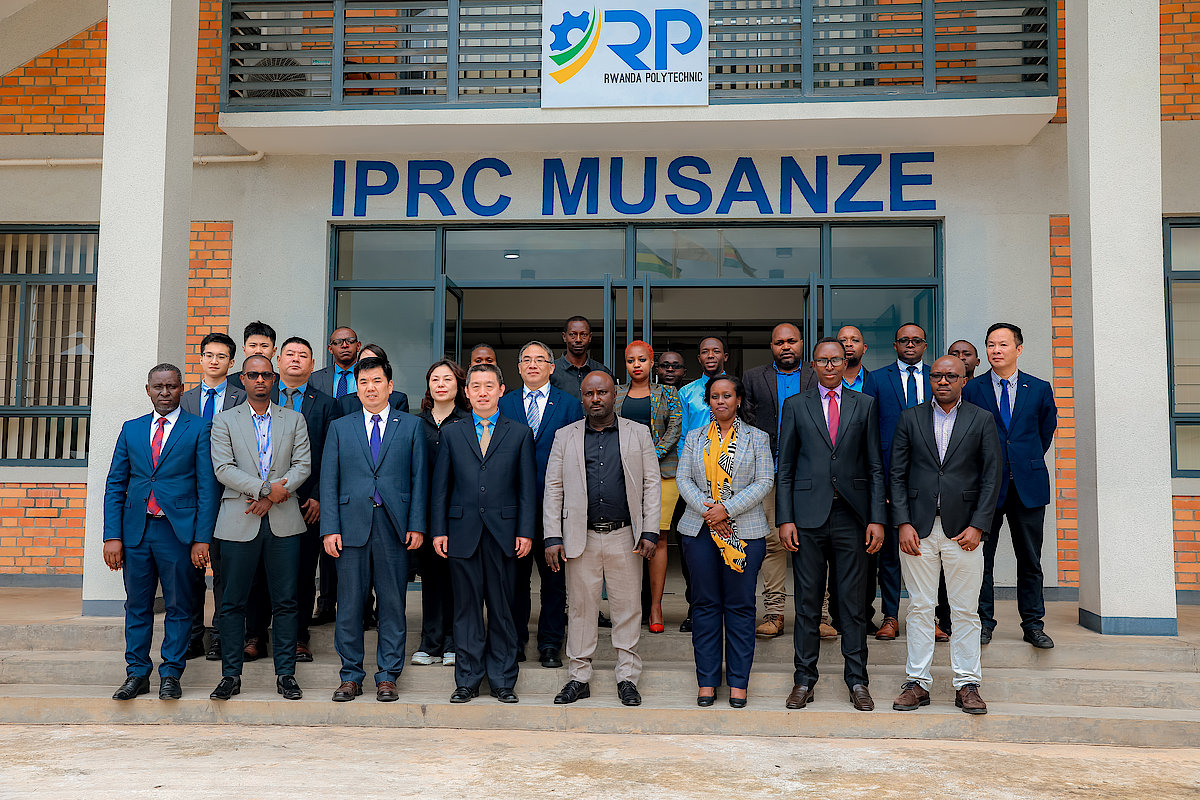
College de Musanze

## Les évènements cruciaux dans l'institut polytechnique du Rwanda
- Le Conseil des ministres tenu le vendredi 13 mai 2022, au Village Urugwiro, présidé par le Président de la République du Rwanda, Paul Kagame, a pris diverses décisions, notamment sur les stratégies de lutte contre le Covid-19[7].Parmi les décisions prises lors de la réunion figurait le placement de différents dirigeants à des postes correspondant aux lacunes à combler.À l'Institut polytechnique du Rwanda, Dr Sylvie Mucyo, qui était auparavant vice-chancelier adjoint de l'institut[8], a été nommée nouvelle vice chanceliere[7].
- Les étudiants de l'École polytechnique du Rwanda visent plus haut après avoir produit la première voiture de course en Afrique, La voiture, dévoilée par le président Paul Kagame et Mohammed Ben Sulayem, président de la Fédération Internationale de l'Automobile (FIA) à Kigali, a suscité la fierté et les aspirations ambitieuses des étudiants impliqués.c'est un évènement qui s'est produit le 12 décembre 2024 au Collège de Kigali[9].

## Remise des diplômes à institu polytechnique du Rwanda
- L'institut Polytechnique du Rwanda célèbre sa première cérémonie de remise de diplômes avec 1882 diplômés de huit établissements[10].Le 28 juin 2018, l'École Polytechnique du Rwanda (RP) a décerné pour sa première cérémonie de remise de diplômes des diplômes et des diplômes d'études supérieures à 1882 diplômés, une main-d'œuvre hautement qualifiée et dotée d'un savoir-faire pratique, au stade IPRC de Kigali[11].

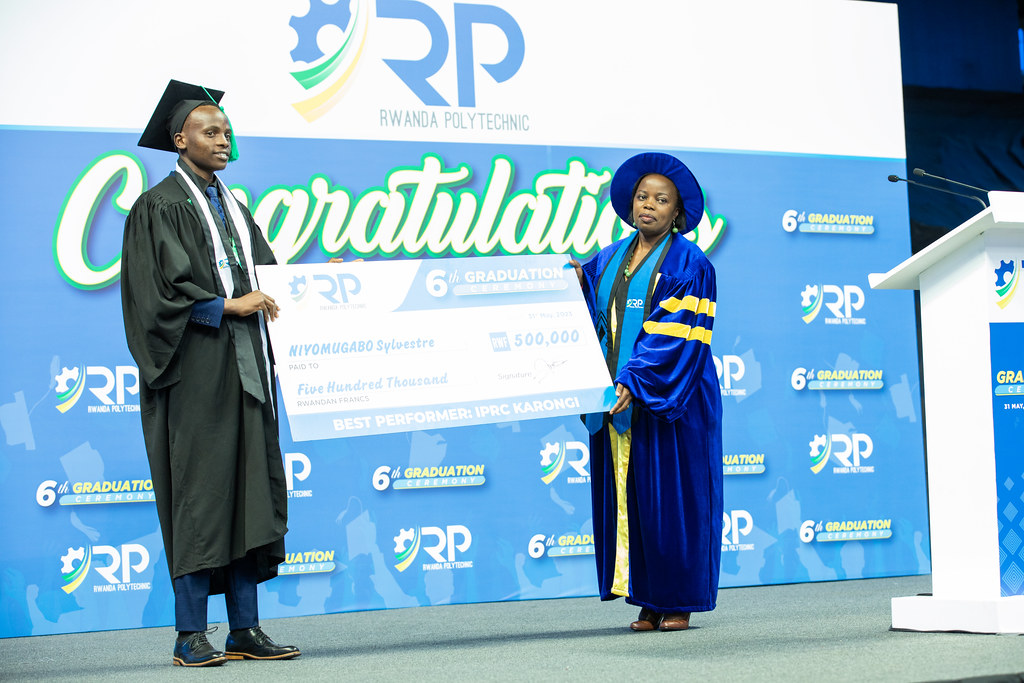
Trophée pour le major de promotion dans la 6ieme graduation de RP

- Trophée pour le major de promotion dans la 6ieme graduation de RPLe 31 mai 2023, l'Institut Polytechnique du Rwanda (RP) a décerné ses diplômes à 2 885 étudiants lors de sa sixième cérémonie de remise de diplômes à la BK Arena[12],[13].Parmi ces 2885 diplômés, 2222 étaient des garçon et 663 des filles. Lors de cette cérémonie, les diplômés ont reçu des diplômes d'études supérieures et des certificats de diplôme après avoir terminé leurs études dans différents programmes[14] : génie agricole, génie civil, génie électrique et électronique, génie forestier et technologie du bois, gestion des ressources forestières, gestion hôtelière, technologies de l'information et de la communication, génie mécanique, génie minier, gestion de la faune sauvage, gestion de la faune sauvage et tourisme animalier, au cours de l'année universitaire 2021/2022, dans huit établissements constitutifs de RP : IPRC Gishari, IPRC Huye, IPRC Karongi, IPRC Kigali, IPRC Kitabi, IPRC Musanze, IPRC Ngoma et IPRC Tumba[15].

- Le 9 mai 2024, l'École polytechnique du Rwanda a organisé sa 7e cérémonie de remise des diplômes au prestigieux BK Arena. Le Premier ministre Dr Eduard Ngirente était l'invité d'honneur de cette cérémonie, qui a présenté la toute première cohorte de diplômés recevant des diplômes de licence en technologies (BTech). Dans son discours de bienvenue, le Dr Sylvie Mucyo, vice-chancelière de l'École polytechnique du Rwanda, a souhaité la bienvenue à tous les participants à la 7e cérémonie de remise des diplômes du RP et a reconnu l'excellent travail accompli par les diplômés qui a abouti à cette cérémonie très importante[16].

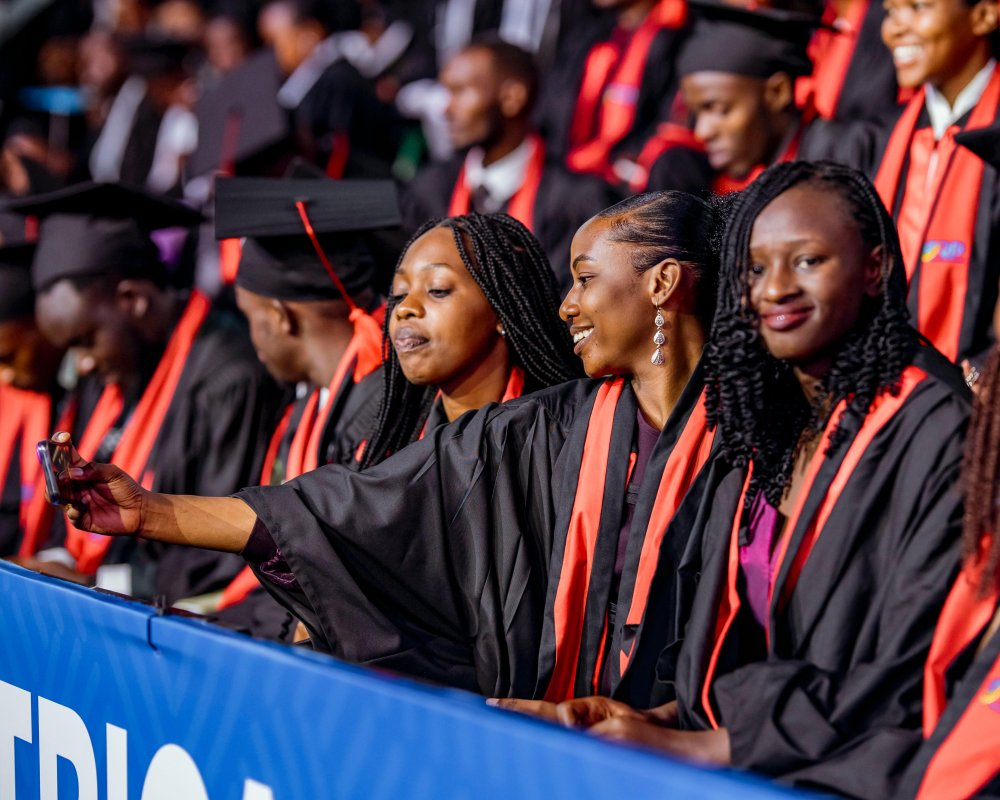
8ieme Graduation des étudiant de RP

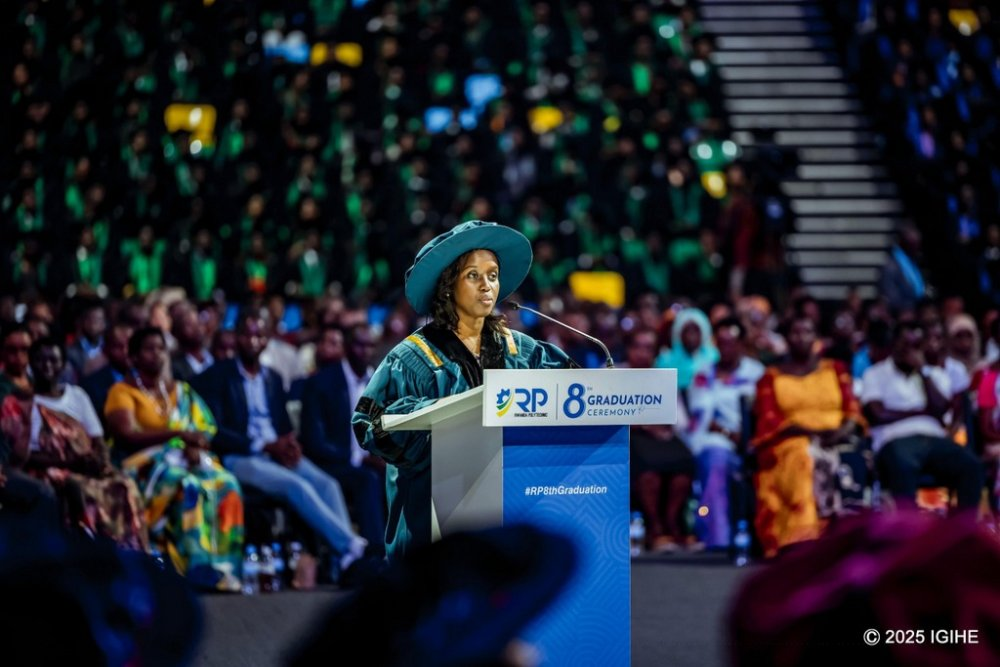
Dr sylvie mucyo dans la 8ieme graduation de RP.

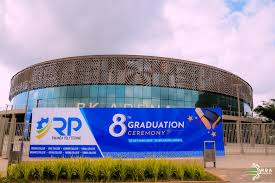
8ieme ceremonie de remise de diplômes aux étudiants du RP dans BK Arena

- 8ieme Graduation des étudiant de RPLes parents dans la 8ieme graduiation de RPDrsylvie mucyo dans la 8ieme graduation de RP.Le 28 mai 2025, Vice chancelière de  l'institut polytechnique du Rwanda (RP), Dr Sylvie Mucyo, a annoncé que 4 562 étudiants recevront leurs diplômes le 29 mai 2025[17].C'est la huitième fois que RP décerne des diplômes[17].

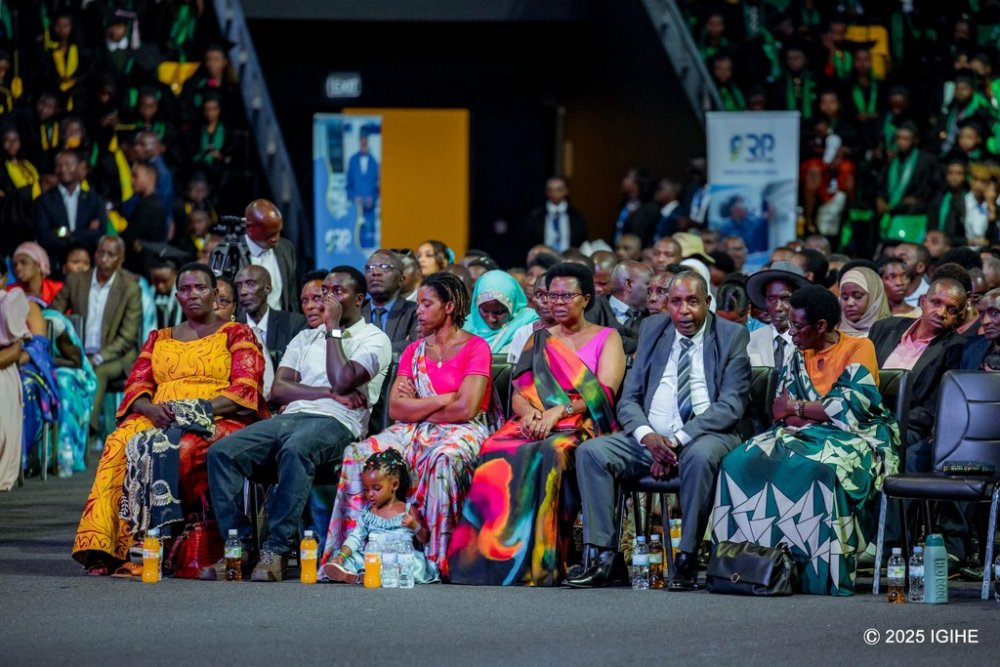
Les parents dans la 8ieme graduiation de RP

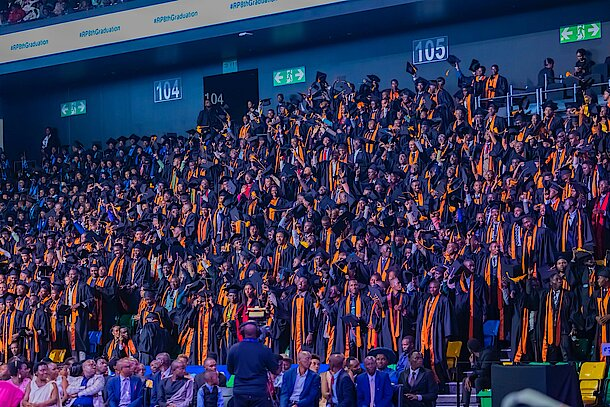
Huitième graduation de RP dans BK Arena

- Huitième graduation de RP dans BK Arena8ieme ceremonie de remise de diplômes aux étudiants du RP dans BK ArenaLe 29 mai 2025, L'institut polytechnique du Rwanda décerne des diplômes à plus de 4 500 étudiants[18]. Le Premier ministre, Dr Edouard Ngirente, a exhorté 4 562 étudiants qui ont terminé leurs études dans différents option de l'Institut Polytechnique du Rwanda (RP) à contribuer au développement que le pays aspire à réaliser grâce à l'innovation. Il l'a réitéré lors de la cérémonie de remise des diplômes de ces étudiants qui a eu lieu à la BK Arena. C'est la huitième fois que cette école place ses diplômés sur le marché du travail[19]. Dans un monde marqué par le progrès technologique, le Rwanda est fier d'accueillir de jeunes professionnels qualifiés sur le marché du travail. Vos idées innovantes contribueront au progrès du pays, a déclaré le Premier ministre Dr E.Ngirente[19].

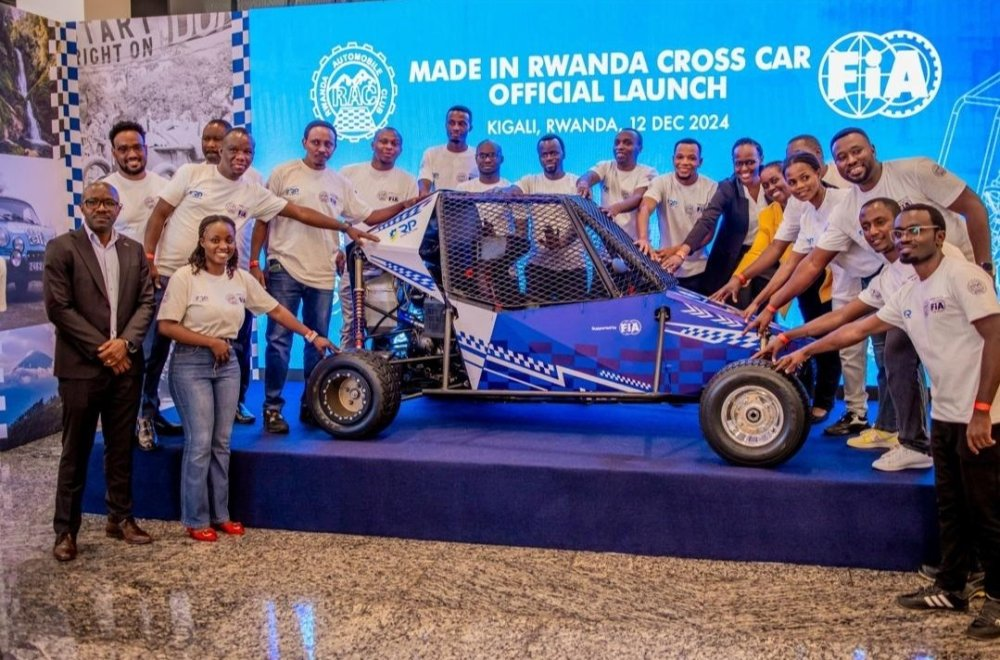
Voiture de course fait au Rwanda
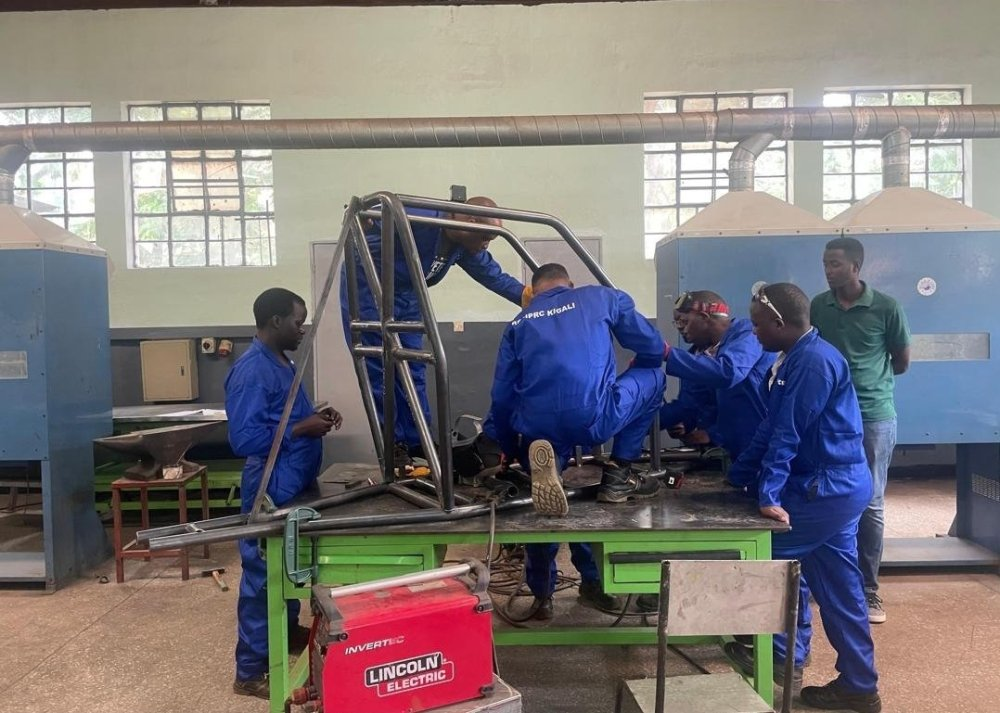
Assemblage d'une voiture de course au Rwanda

## Sport dans l'institut polytechnique du Rwanda

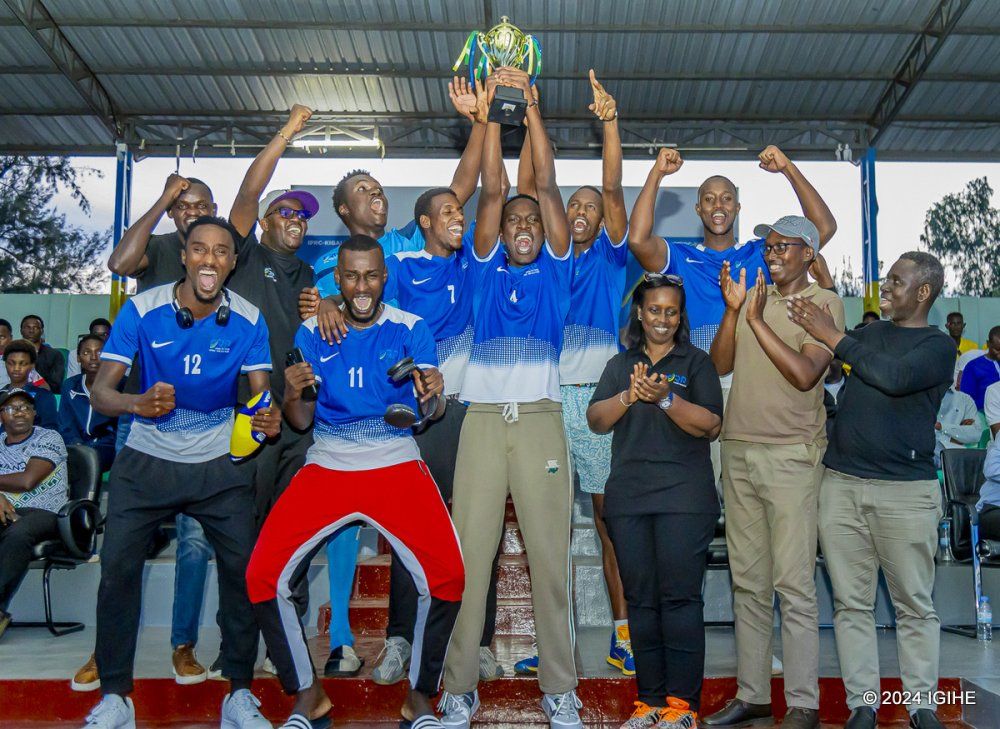
Trophée de l'équipe football de college de Musanze

Le sport est une forme d’activité physique ou de jeu, parfois, il est compétitifs et organisés, les sports utilisent, maintiennent ou améliorent les capacités et les compétences physiques. Raison pour laquelle l’institut polytechnique a adopté d’organiser le sport inter collèges chaque année.

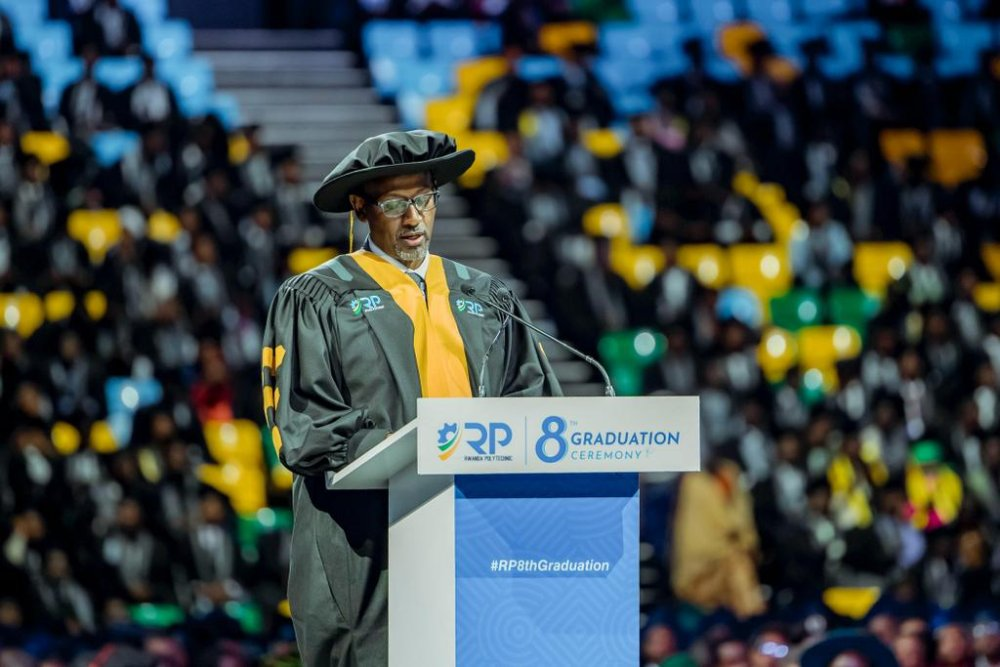
Ministre de l'éducation dans la graduation de RP

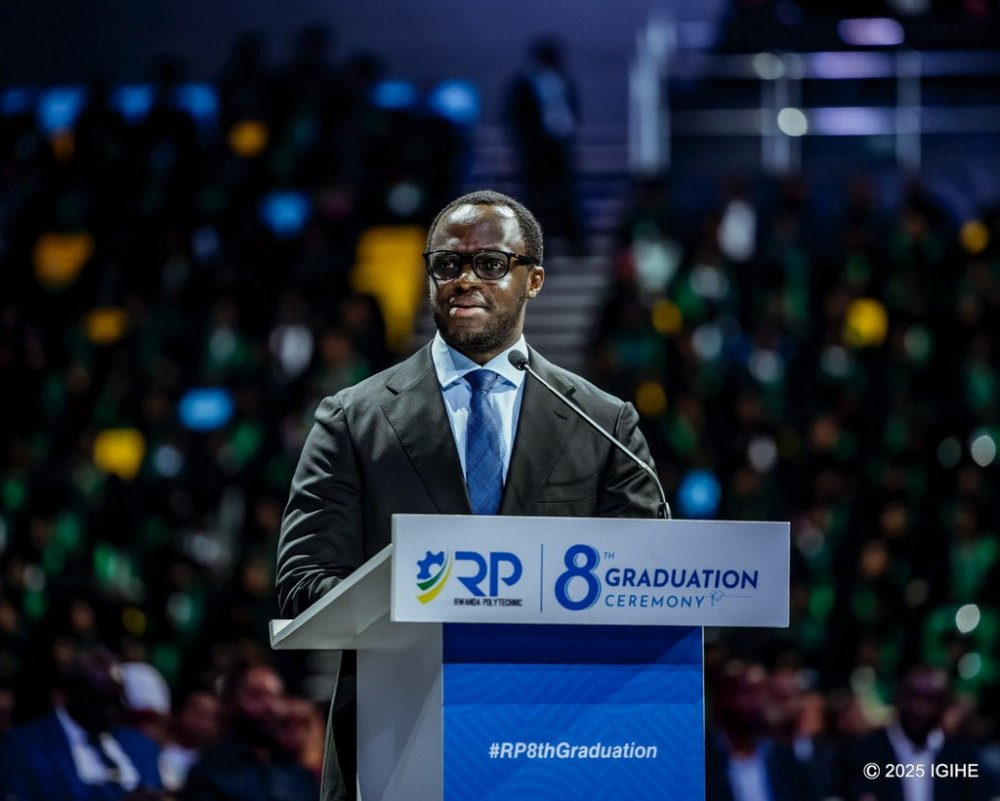
Directeur general de IREMBO dans la 8ieme graduation de RP

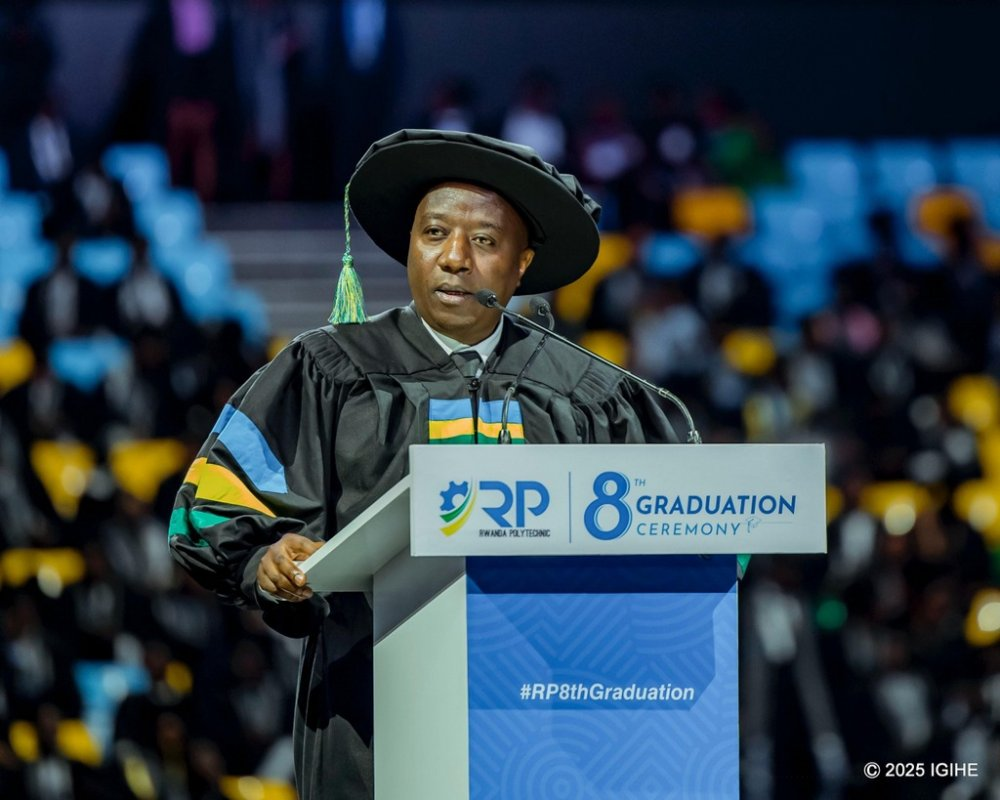
Premier ministre du Rwanda dans la 8ieme graduation de RP

College de Musanze a battu d'autres équipes en remportant deux trophées lors du tournoi inter-écoles de l'institut polytechniques(RP), notamment football et le volleyball masculin. Les matchs, qui se déroulent depuis près de deux mois et demi, se sont terminés au stade de college de Kigali, le samedi 1er juin 2024, le match final était football.